# Polypterus
Polypterus – rodzaj słodkowodnych ryb wielopłetwcokształtnych z rodziny wielopłetwcowatych (Polypteridae). W języku polskim nazywane są „wielopłetwcami” albo „miastugami”. Mniejsze gatunki są przedmiotem handlu dla potrzeb akwarystyki, a większe poławia się jako ryby konsumpcyjne.

## Rozmieszczenie geograficzne
Do rodzaju należą gatunki występujące w rzekach i jeziorach tropikalnej Afryki, zwykle w głębokich wodach, nad mulistym dnem. 

## Morfologia
Długość ciała do 97 cm; masa ciała (największa opublikowana) 4,4 kg. Nazwa zwyczajowa „wielopłetwce” nawiązują do charakterystycznej dla tego rodzaju ryb budowy płetwy grzbietowej. Składa się na nią kilkanaście samodzielnych płetewek, z których każda zawiera mocny kolec. Do kolca przyczepiony jest jeden lub kilka miękkich promieni. Płetwa ogonowa jest pozornie symetryczna. Blisko niej osadzona jest płetwa odbytowa. Płetwy brzuszne są znacznie przesunięte ku tyłowi ciała. Jedynym gatunkiem o podobnej budowie płetwy grzbietowej jest zaliczany do tej samej rodziny, ale odróżniający się brakiem płetw brzusznych trzcinnik (Erpetoichthys calabaricus). Płetwa odbytowa samców przystępujących do tarła znacznie się powiększa. Ikra zielonkawo zabarwiona, o średnicy 2–5 mm. Larwy mają skrzela zewnętrzne, a ich płetwa ogonowa jest typu heterocerkalnego. Ich pęcherz pławny jest podzielony na komory, które pełnią funkcję dodatkowego narządu oddechowego. 

## Charakterystyka
Miastugi żyją zwykle w głębokich wodach, nad mulistym dnem. Przy niedoborze tlenu ryby te podpływają ku powierzchni i oddychają powietrzem atmosferycznym, jednak – w odróżnieniu od dwudysznych – nie mogą żyć bez wody.
Wielopłetwce są rybami drapieżnymi. Dorosłe osobniki żywią się zazwyczaj rybami. Zjadają też żaby i bezkręgowce. Żerują w nocy, są wówczas bardzo aktywne. 

## Systematyka
Rodzaj zdefiniował w 1803 roku framcuski przyrodnik Bernard Germain de Lacépède w publikacji własnego autorstwa poświęconej historii naturalnej ryb. Gatunkiem typowym jest (późniejsze oznaczenie monotypowe) wielopłetwiec (P. bichir).

### Etymologia
Polypterus: gr. πολυς polus ‘wiele’; πτερον pteron ‘płetwa’.

### Podział systematyczny
Do rodzaju należą następujące gatunki:
- Polypterus ansorgii Boulenger, 1910
- Polypterus bichir Lacépède, 1803 – wielopłetwiec[9]
- Polypterus congicus Boulenger, 1898
- Polypterus delhezi Boulenger, 1899
- Polypterus endlicherii Heckel, 1847
- Polypterus mokelembembe Schliewen & Schäfer, 2006
- Polypterus ornatipinnis Boulenger, 1902
- Polypterus palmas Ayres, 1850
- Polypterus polli Gosse, 1988
- Polypterus retropinnis Vaillant, 1886
- Polypterus senegalus Cuvier, 1829 – wielopłetwiec senegalski[9]
- Polypterus teugelsi Britz, 2004
- Polypterus weeksii Boulenger, 1898